# 腺叶蹄盖蕨
腺叶蹄盖蕨（学名：Athyrium supraspinescens）为蹄盖蕨科蹄盖蕨属下的一个种。

## 扩展阅读
- 維基物種上的相關：腺叶蹄盖蕨